# Дженералз (хоккейный клуб, Киев)
«Дженералз» (укр. Дженералз) — украинский клуб по хоккею с шайбой из Киева. Основан в 2011 году.

## История
Хоккейный клуб «Дженералз» был основан в 2011 году по инициативе Дениса Лобановского и Дениса Давыдова для популяризации хоккея с шайбой на Украине и привлечения болельщиков и инвесторов в развитие спорта в стране. Клуб выступал в любительской Ночной хоккейной лиге Киева.
В 2013 году команда получила профессиональный статус. Команду возглавил Анатолий Давыдов. В сезоне 2013/14 команда заняла 5-е место в чемпионате, не попав в плей-офф по результатам турнира. В сезоне 2014/15 клуб выступил более успешно — команда заняла второе место в регулярном сезоне и вышла в плей-офф, где уступила в полуфинале АТЭКу, однако в матче за третье место переиграла «Кременчуг».
У следующему сезону «Дженералз» возглавил новый специалист — Вадим Шахрайчук. В регулярном сезоне команда финишировала на первом месте, обогнав ставший вторым «Кременчуг» на одно очко. В плей-офф команда дошла до финала, однако уступила в серии матчей «Донбассу».
В сезоне 2016/17 команда заняла 4-е место в регулярном чемпионате и вышла в плей-офф, однако в полуфинальной серии уступила «Кременчугу». 29 мая 2017 года руководство клуба объявило о снятии команды с первенства Украины по хоккею с шайбой.

## Результаты по сезонам
Источники:.
Сокращения: И = Игры, В = Выигрыши, ВО = Выигрыши вне основного времени игры, ПО = Поражения вне основного времени игры, П = Поражения, ГЗ = Голов забито, ГП = Голов пропущено, О = Очки, Место = Место в регулярном чемпионате
| Сезон     | Клуб        | Лига | И  | В  | ВО | ПО | П  | ГЗ  | ГП  | О   | Место   | Плей-офф               |
| 2013-2014 | «Дженералз» | ФХУ  | 24 | 5  | 1  | 3  | 4  | 51  | 101 | 20  | 5-е с 5 | Не попали в плей-офф   |
| 2014-2015 | «Дженералз» | ФХУ  | 12 | 5  | 0  | 0  | 7  | 41  | 46  | 15  | 2-е с 4 | Поражение в полуфинале |
| 2015-2016 | «Дженералз» | ФХУ  | 42 | 34 | 1  | 2  | 5  | 348 | 53  | 106 | 2-е с 6 | Поражение в финале     |
| 2016-2017 | «Дженералз» | УХЛ  | 40 | 13 | 2  | 4  | 21 | 102 | 152 | 47  | 4-е с 6 | Поражение в полуфинале |

## Достижения
- Украинская хоккейная лига:
  - Серебряный призёр (1)  : 2016
  - Бронзовый призёр (1)  : 2015